# Uropeltis dindigalensis
Espèce
Synonymes
- Silybura dindigalensis Beddome 1877

Statut de conservation UICN

 DD  : Données insuffisantes
Uropeltis dindigalensis est une espèce de serpents de la famille des Uropeltidae.

## Répartition
Cette espèce est endémique du district de Madurai dans le Tamil Nadu en Inde.

## Description
Dans sa description Beddome indique que ce serpent mesure entre 30 et 38 cm. Son dos est jaune fortement tacheté de noir et sa face ventrale noirâtre avec quelques bandes transversales irrégulières jaunâtre.

## Étymologie
Son nom d'espèce, composé de dindigal et du suffixe latin -ensis, « qui vit dans, qui habite », lui a été donné en référence au lieu de sa découverte, le district de Dindigul.

## Publication originale
- Beddome, 1877 : Descriptions of three new snakes of the family Uropeltidae from Southern India. Proceedings of the Zoological Society of London, vol. 1877, p. 167-168 (texte intégral).